# Секунды до катастрофы
«Секунды до катастрофы» (англ. Seconds From Disaster) — американский документальный телевизионный сериал, посвящённый расследованию техногенных катастроф и стихийных бедствий в современной истории, а также анализу причин и событий, которые привели к возникновению каждой из них. Для посекундной реконструкции событий в сериале используются официальные документы, интервью и свидетельские показания. Сериал транслировался на телеканале «National Geographic Channel».
С 6 июля 2004 года по 22 февраля 2018 года было показано 7 сезонов, суммарно содержавших 69 эпизодов.

## Формат
Катастрофы не происходят случайно. К ним ведёт цепочка критических событий. Раскроем загадки этой истории и отсчитаем эти последние секунды до катастрофы.
Оригинальный текст (англ.)Disasters don't just happen. They are triggered by a chain of critical events. Unravel the clues and count down those final seconds from disaster.

В соответствии со своим названием, «Секунды до катастрофы» делают большой акцент на хронологически последовательной посекундной реконструкции событий при помощи CGI-графики в стиле blueprint-чертежа. Также в сериале используется историческая реконструкция, в которой почти отсутствуют диалоги между персонажами; их заменяет текст, читаемый рассказчиком.
Каждый эпизод начинается c сопровождаемой часами хронологической реконструкции, отображающей критические моменты в развитии катастрофы от начала действия основных лиц до момента катастрофы и последующей спасательной операции. После проводится анализ причин и событий, приведших к катастрофе. Для подробной наглядной демонстрации используется CGI-графика, помещённая на синий фон (с 14 по 32 эпизоды использовался чёрный фон, а с 33 эпизода белый фон), причём использование компьютерной графики постоянно подчёркивается рассказчиком. В первых трёх сезонах в середине каждой серии сообщалось «Современное компьютерное моделирование проведёт вас туда, куда не сможет проникнуть ни одна камера: в самое сердце катастрофы» (англ. Advanced computer simulation will take us where no camera can go: into the heart of the disaster zone) или «С помощью современного компьютерного моделирования мы выясним, что произошло за секунды до катастрофы» (англ. Cutting-edge simulation will reveal just what happened in those final seconds from disaster).
В каждом эпизоде представлены интервью с людьми, выжившими в катастрофе или потерявшими там родственников и друзей, а также со следователями, проводившими расследование крушения либо же изучавшими уже опубликованные материалы. В хронологическом порядке представлены действия следствия и описаны возможные версии катастрофы, которые рассматривались следствием и в определённом порядке исключались. В заключительной сцене зрителю демонстрируется полная реконструкция катастрофы, в которой вместе собрана как последовательность событий, приведших к катастрофе, так и результаты расследования. Часы здесь заменяются на таймер обратного отсчёта, который останавливается в момент катастрофы, но иногда может идти и после её момента.
Чаще всего эпизод заканчивается сентиментальным моментом, где участники событий или следователи рассказывают о своих эмоциях и впечатлениях, а также итоговым заключением о том, что было сделано соответствующими комиссиями и управляющими органами для того, чтобы такая катастрофа в будущем не повторялась.